# Lobotomi

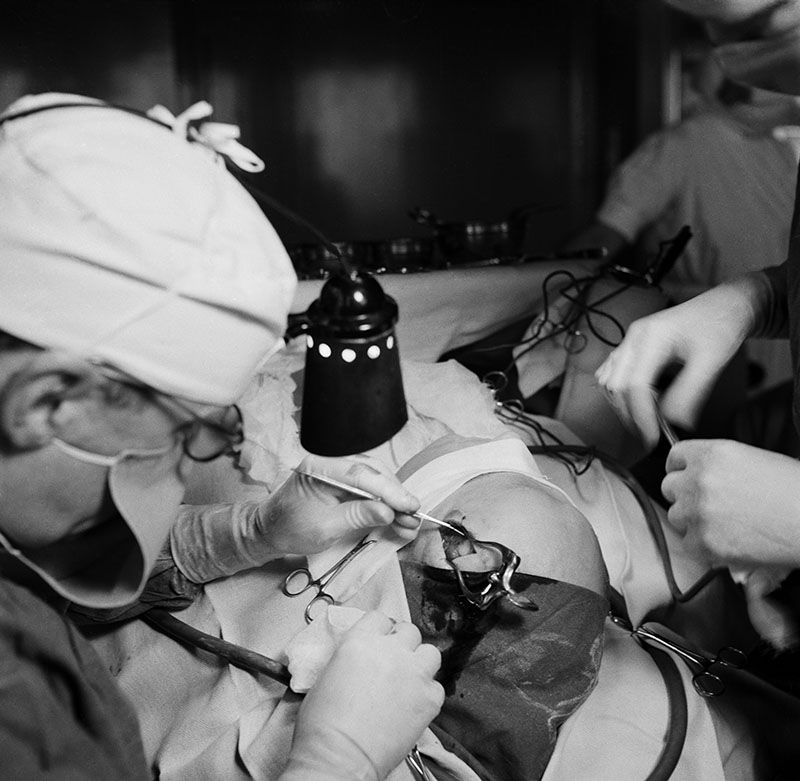
En lobotomi utförs på Södersjukhuset i Stockholm, 1949. Bild av Lennart Nilsson.

Lobotomi, även kallat leukotomi, var försök att med kirurgi på hjärnan bota psykiska sjukdomar. Metoden, som fick stor spridning från slutet av 1930-talet, gick ut på att skära av nervbanor från pannloben till djupare liggande regioner i hjärnan som är centrum för känslolivet. Tanken var att ingreppet skulle dämpa ångest och oro, men många patienter blev istället helt apatiska.
Metoden utvecklades av den portugisiske läkaren António Egas Moniz som fick Nobelpriset år 1949. Så småningom började kirurgerna experimentera med olika metoder. Den amerikanske läkaren Walter Freeman uppfann en metod som gick ut på att söva patienten, placera en ishacka i ögats övre del och sedan knacka in den med hammare tills den nådde fem centimeter in i hjärnan. Efter många års lobotomerande, växte dock kritiken, och obduktioner visade att många patienter avlidit av omfattande hjärnskador.
Cirka 13 000 personer lobotomerades i Norden under 1940- och 1950-talen, varav 4 500 var svenskar.

## Historia
I slutet på 1880-talet kom de första bevisen på att kirurgiska ingrepp i hjärnan kunde lugna patienter. Slutsatserna kom efter att den schweiziska läkaren Gottlieb Burckhardt, som ansvarade för övervakningen på ett sinnessjukhus, gjort ingrepp där han avlägsnade delar av hjärnbarken hos patienter med olika symtom på psykisk sjukdom, däribland hörselhallucinationer, som senare kom att definieras som schizofreni. Syftet var att patienterna skulle bli lugnare, inte att patienterna skulle bli friskare. Burckhardt kom att utföra ingreppet på sex patienter, varav en avled kort efter ingreppet och en senare begick självmord. Men de resterande patienterna uppgavs vara lugnare.
Under de decennier som följde gjordes få försök med att avlägsna delar av hjärnan med kirurgi. Men år 1935 visade försök av neurokirurgerna Carlyle F. Jacobsen och John Fulton att kirurgi på frontalloben hos schimpanser kunde leda till ett lugnare beteende. Samma år leddes en liknande operation av den portugisiske neuroläkaren António Egas Moniz, men operationen utfördes av den portugisiske kirurgen Pedro Almeida Lima då Egas Moniz drabbats av gikt. Två hål borrades in i huvudet på patienten och i den prefrontala cortexen injicerades ren etylalkohol.
I mitten av 1940-talet introducerades lobotomi på ett fåtal sjukhus i Stockholmsområdet, och antalet lobotomier kulminerade år 1950. I en artikel i Svenska Dagbladet år 1952 skrevs att "Överhuvudtaget har avdelningarna på de sjukhus, där operationer förekommit, blivit lugnare och patienterna mera lättskötta." I förhållande till befolkningen, låg de skandinaviska länderna i topp när det gällde att utföra detta ingrepp.
Men under mitten av 1950-talet kom allt fler rapporter om nackdelarna med lobotomi. Vissa pedagoger säger nu att lobotomi utvecklas på grund av traditionell auktoritet under perioden. Att överge myten om lobotomi-neurokirurgi krävde därför specialister från andra discipliner eller unga forskare, vilket är precis vad Thomas Kuhn argumenterade om hur ett paradigmskifte skulle ske. Efter år 1951 presenterades andra typer av psykokirurgiska metoder, däribland kortikal underskärning och det framfördes också krav på att lobotomier skulle utföras av neurokirurger istället för generella kirurger.
År 1954 publicerades flera artiklar där nya läkemedel av antihistamintyp presenterades som verksamt mot psykoser. Ett sådant läkemedel som lyftes fram var Klorpromazin som dagspressen uppgav skulle fungera som en kemisk lobotomi.
I mitten av 1960-talet upphörde i stort sett alla former av lobotomi. Historiska dokument visar emellertid att lobotomi på utvecklingsstörda användes i Danmark fram till 1983. Många av dem som opererades var barn, och flera dog av ingreppet. Sedan år 1969 har inga lobotomier genomförts i Sverige. Sett till resten av världen förekommer lobotomier, men väldigt sällan. Istället används psykofarmaka och andra läkemedel. Vid behandlingsresistens kan chockterapi och psykokirurgi (kirurgiskt avlägsnande av specifika delar av hjärnan) ibland användas.
En av dem som avled efter lobotomi var den svenska konstnären Sigrid Hjertén, som opererades år 1948 på Beckomberga sjukhus. En av de mest kända personer som blivit lobotomerade är Rosemary Kennedy (1918–2005), syster till president John F. Kennedy.

## Tillvägagångssätt

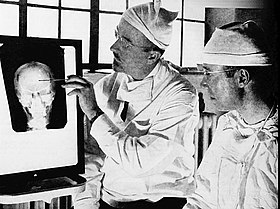
En bild i en artikel om lobotomier publicerad i Saturday night post 24 maj 1941.

Lobotomier utfördes på flera olika sätt. Från  klassisk lobotomi till transorbital injektion av radioaktivt iridium 194.
Prefrontal leukotomi var den första typen av lobotomi. Den utvecklades av portugiserna Egas Moniz och Lima, och innebar att två hål borrades i huvudet och därefter injicerades etylalkohol i prefrontala cortex. Alkohol användes för att störa de neuronala kanalerna. Senare utvecklade Egas Moniz ett vasst instrument, ett leuktom, speciellt utformat för att störa kanalerna hos neuronala fibrer som förbinder den prefrontala cortex och talamus. Metoden innebar att två hål borrades i huvudet, antingen uppifrån eller från sidan. Därefter trycktes leuktomet in i hjärnan. Leuktomet sveptes därefter från sida till sida för att på så sätt klippa förbindelserna mellan frontalloberna och resten av hjärnan. Metoden kom att användas i bland annat Storbritannien.
De amerikanska neurologerna Walter J. Freeman II och James W. Watts kom senare att utveckla ett standardprotokoll för hur en lobotomi skulle genomföras med hjälp av en spatel. Detta kom att kallas Freeman-Watts standard lobotomi. Freeman effektiviserade metoden ytterligare under år 1945 och metoden transorbital lobotomi utvecklades. Metoden innebar att ett pickliknande instrument forcerades genom baksidan av ögonhålorna för att tränga igenom det tunna benet som skiljer ögonhålorna från frontalloberna. Sedan sattes instrumentets spets in i frontalloben och användes för att bryta kopplingar i hjärnan (förmodligen mellan den prefrontala cortexen och talamus). Metoden gick på mindre än 10 minuter.

## Resultat
Operationernas konsekvenser varierade. Hos en del patienter var behandlingen lyckad, medan andra exempelvis fick bestående personlighetsstörningar eller dog. Resultaten varierade också beroende av metod.
I tabellen nedan visas utvärdering av lobotomier utförda på 101 kvinnor av Norrlands universitetssjukhus på uppdrag av Umedalens sjukhus under åren 1947 till 1949.
| Diagnos                | Antal | Dödsfall | Ingen förändring | Liten förbättring, men patienten kunde inte lämna sjukhuset | Flyttades till mindre strikt vård | Flyttades till öppen vård | Skickades hem | Kunde återgå till arbete |
| ---------------------- | ----- | -------- | ---------------- | ----------------------------------------------------------- | --------------------------------- | ------------------------- | ------------- | ------------------------ |
| Schizofreni            | 84    | 5        | 13               | 12                                                          | 39                                | 1                         | 11            | 3                        |
| Oligofreni             | 8     | -        | 2                | -                                                           | 4                                 | -                         | 2             | -                        |
| Schizofreni Oligofreni | 7     | 4        | 2                | -                                                           | -                                 | 1                         | -             | -                        |
| Insania Praesenilis    | 2     | 1        | -                | -                                                           | -                                 | -                         | 1             | -                        |
| Totalt                 | 101   | 10       | 17               | 12                                                          | 43                                | 2                         | 14            | 3                        |

## Prevalens
Efter att Egas Moniz presenterat resultaten av de första 20 genomförda lobotomierna fick operationerna snart gott rykte i länder som Brasilien, Italien och USA. Under 1940- och 1950-talen kom 40 000 att lobotomeras i USA och 17 000 i Storbritannien. I Finland utfördes 1 500 operationer och i Norge 2 500. I Sverige utfördes totalt 4 500 lobotomier på 26 av landets 28 sinnessjukhus. På Umedalens sjukhus utfördes till exempel 747 lobotomier under åren 1946 till 1961 och på Sidsjöns sjukhus utfördes 477 lobotomier under åren 1946 till 1953.